# Сажидов, Сажид Халилрахманович
Сажид Халилрахманович Сажидов (6 февраля 1980, с. Гигатль, Цумадинский район, Дагестанская АССР, РСФСР, СССР) — российский борец вольного стиля, бронзовый призёр летних Олимпийских игр 2004 года в Афинах, двукратный чемпион мира и Европы, четырёхкратный чемпион России. С 26 марта 2021 года министр по физической культуре и спорту Республики Дагестан

## Биография
Сажид Сажидов родился в высокогорном Цумадинском районе Республики Дагестан. По национальности — аварец. Вольной борьбой начал заниматься там же. По окончании школы переехал учиться и тренироваться в Махачкалу. Опеку над талантливым борцом взял на себя маститый специалист, сам тоже в прошлом известный борец, Майрбек Юсупов. Успехи к одаренному борцу пришли ещё в юношеском возрасте, когда он стал чемпионом мира.
По завершении спортивной карьеры занялся тренерской деятельностью.